# Matthäus Paris

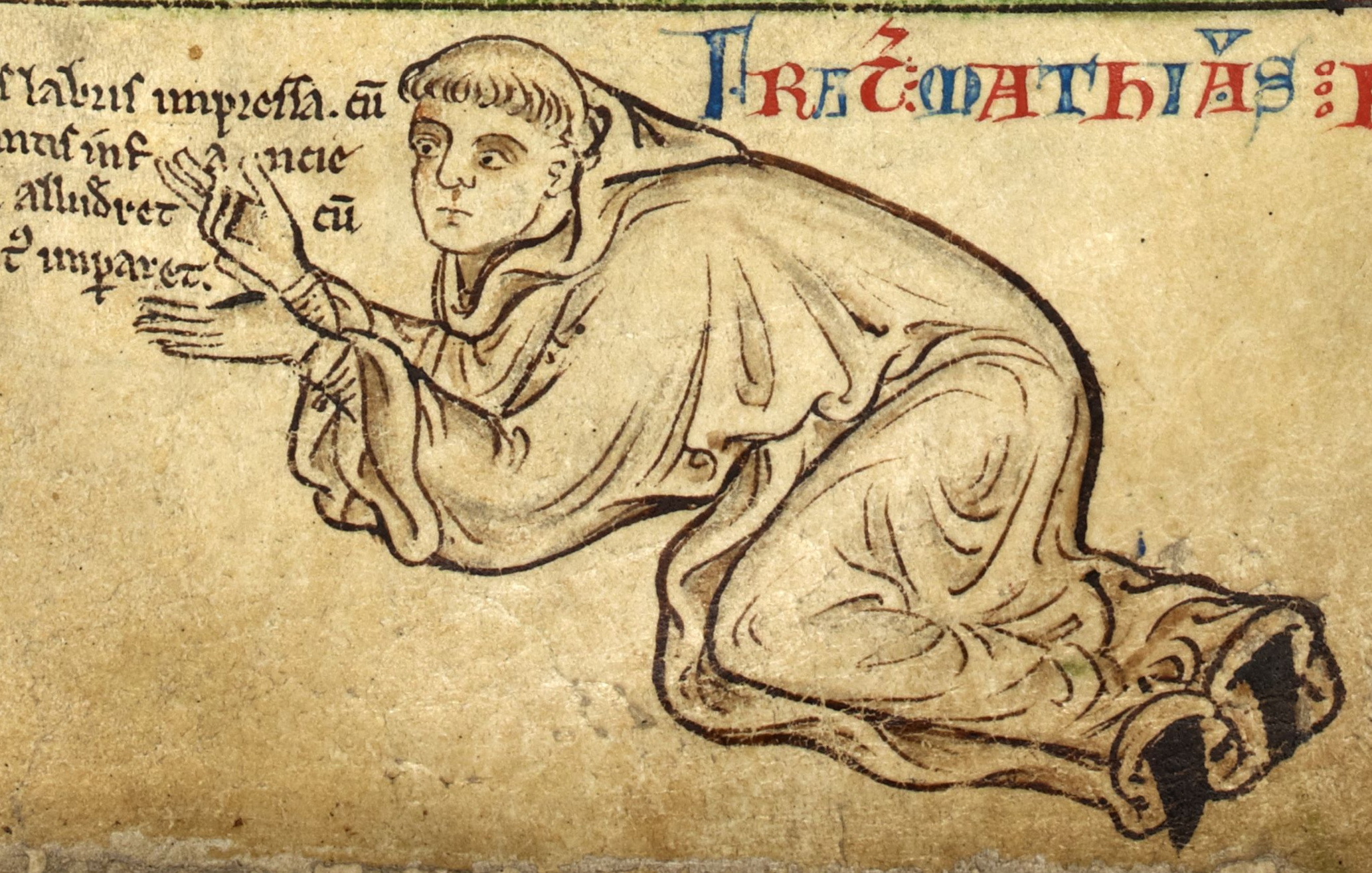
Selbstporträt des Matthäus Paris aus seiner Chronik (London, British Library, MS Royal 14.C.VII, folio 6r).

Matthaeus Parisiensis (deutsch Matthäus Paris, auch Matthäus von Paris; englisch Matthew Paris; * um 1200 in England; † 1259 in St Albans) war ein englischer Geschichtsschreiber im Benediktinerkloster St Albans unweit von London. Er gilt als einer der bedeutendsten Chronisten, Historiographen und Kartenzeichner des 13. Jahrhunderts in England. Daneben war er auch als Goldschmied und Bildhauer tätig.

## Leben und Wirken

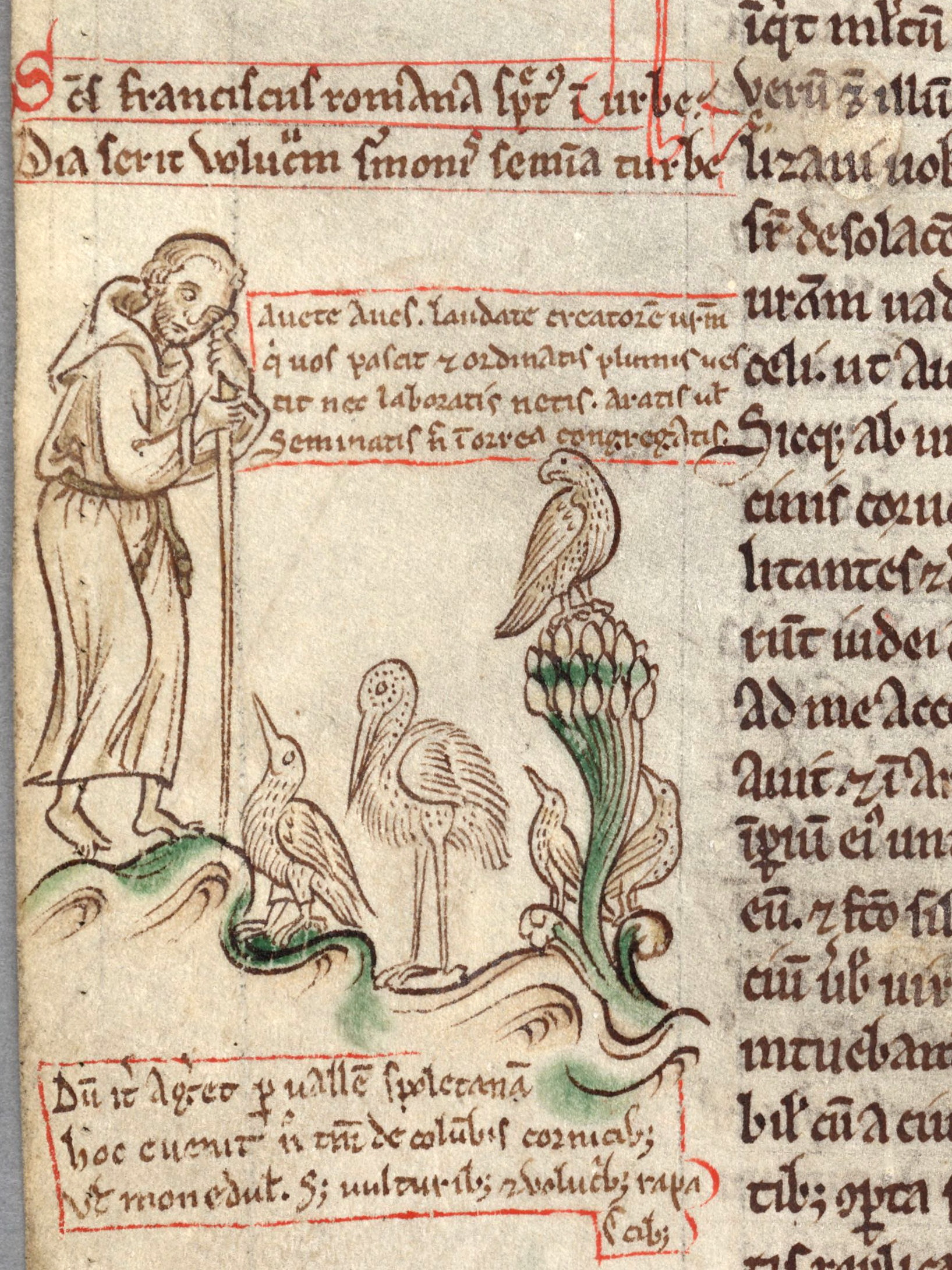
Chronica maiora: Die Vogelpredigt des Franz von Assisi (Cambridge, Corpus Christi College, MS 16 II, fol. 70v)

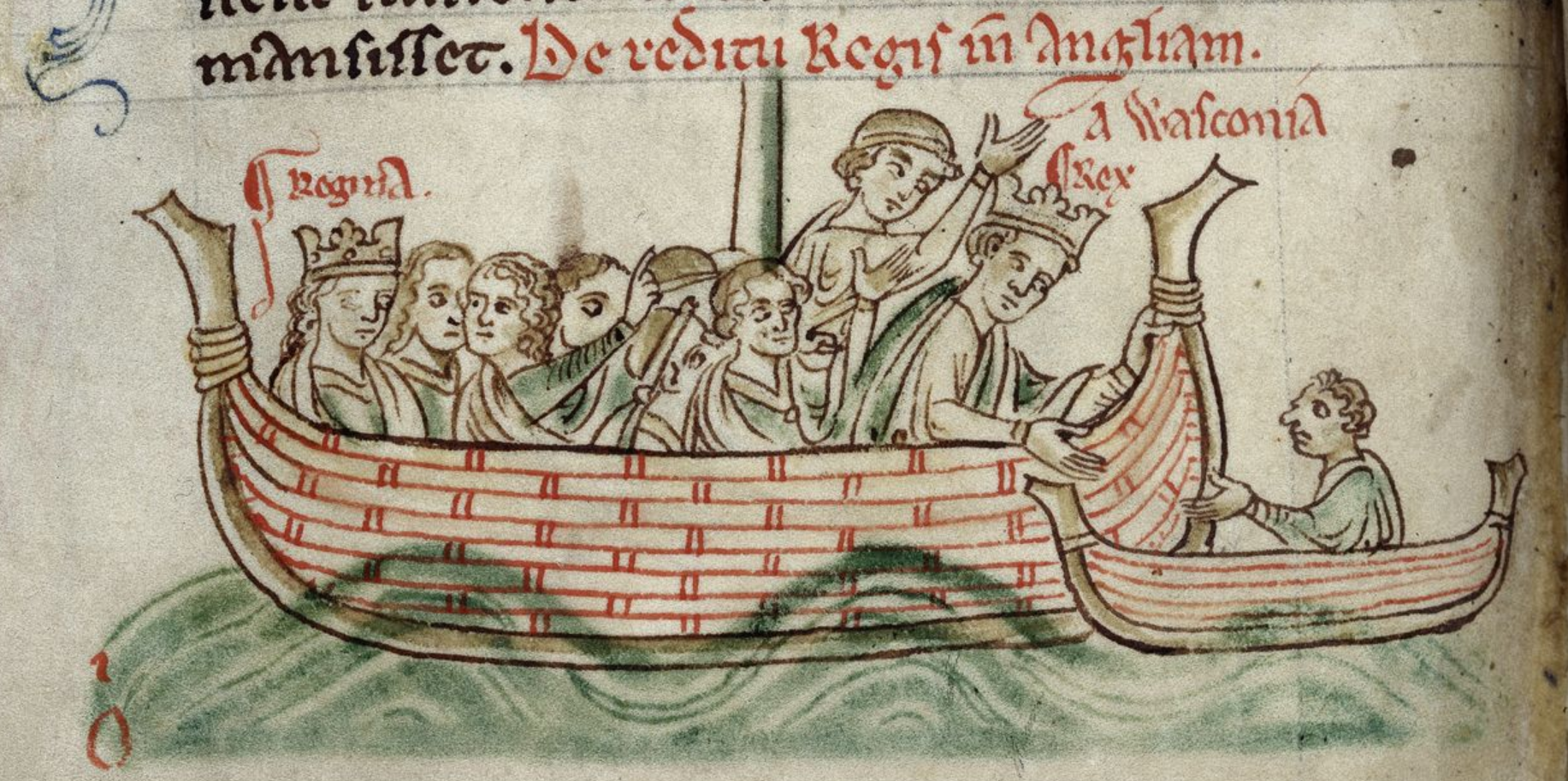
Historia Anglorum: König Heinrich III. und Königin Eleonore kehren 1243 aus Frankreich zurück (British Library, MS Royal 14 C VII, fol. 134v)

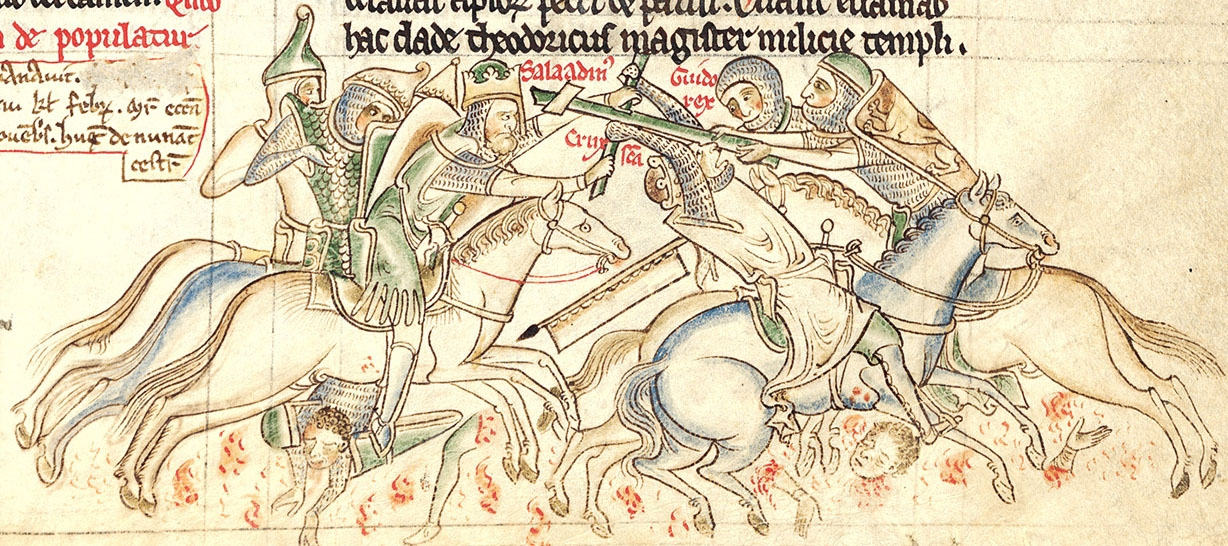
Chronica maiora: Schlacht von Hattin (1187) – Saladin entreißt dem fliehenden König Guido von Lusignan das Heilige Kreuz

Trotz seines Namens war Matthäus Engländer, wie aus seinem Werk eindeutig hervorgeht. Parisiensis als Familienname war in England im 13. Jahrhundert nicht ungewöhnlich. Denkbar ist aber auch, dass er in seiner Jugend in Paris studierte: Das würde nicht nur den Namen erklären, sondern auch sein Interesse an allem, was Frankreich und insbesondere die Universität von Paris betraf, sowie die große Zahl seiner französischen Kontakte. Das früheste Ereignis in seinem Leben, das er selbst in seinem Werk erwähnte, war allerdings der Eintritt ins Kloster St Albans im Jahr 1217. Ein weiteres wichtiges Jahr in seiner Biographie war 1248: Damals reformierte er das Benediktinerkloster auf der norwegischen Insel Munkholmen und schloss Freundschaft mit König Haakon IV. von Norwegen.
Den größten Teil seines Lebens widmete Matthäus in St Albans der Geschichtsschreibung, für welche das Kloster berühmt war. Er überarbeitete zuerst die Chronik von John de Cella (Abt von St Albans 1195–1214) und diejenige seines direkten Vorgängers und Lehrers Roger von Wendover († 1236): Diese beiden Werke bildeten den Grundstock seines eigenen Hauptwerks Chronica maiora. Von 1235 an setzte er die Chronik selbst fort bis zu seinem Tod im Jahre 1259. Seine Informationen erhielt er hauptsächlich in Gesprächen mit Zeugen und Akteuren der Ereignisse sowie aus Briefen, die er manchmal in sein Werk einfügte. Er pflegte engen Kontakt mit König Heinrich III. und dessen Bruder Richard von Cornwall. Der König war interessiert daran, dass Matthäus in seinem Geschichtswerk die Geschehnisse so genau wie möglich festhielt. 1257 weilte er persönlich eine Woche lang in St Albans und widmete seine ganze Aufmerksamkeit der Arbeit des Chronisten. Erstaunlicherweise erscheint aber seine Politik in den Chronica maiora in ungünstigem Licht, obwohl Matthäus für Heinrich als Menschen eine gewisse Sympathie äußerte.
Matthäus beeindruckt vor allem als Erzähler. Er interessierte sich sehr für die menschlichen Aspekte der Politik, doch beruht seine Einschätzung der Zeitgenossen eher auf seinen eigenen Vorurteilen als auf ihren tatsächlichen Zielen und Ideen. Immerhin würdigte er die Charakterstärke einer Persönlichkeit auch dann, wenn er ihre politischen Ziele missbilligte. Höflinge und ausländische Günstlinge des Königs verabscheute er. Bemerkenswert ist, mit welcher Schärfe er päpstliche Einflussnahme auf die englische Politik verurteilte.
Die Datierungen von Matthäus sind für einen Zeitgenossen relativ ungenau. Es kommt vor, dass er dasselbe Ereignis zweimal in unterschiedlichem Zusammenhang erwähnt. Gelegentlich verfälschte er Dokumente, die er in seine Darstellung einfügte, beispielsweise den Text der Magna Carta. In seinem Werk finden sich auch frei erfundene Reden, die ein falsches Bild von der Haltung des Sprechers vermitteln. Die Angaben von Matthäus müssen also immer anhand anderer Quellen überprüft werden, wenn solche existieren. Wo seine Chronik die einzige Quelle ist, muss sie mit Vorsicht benützt werden. Sein großes Verdienst anderseits besteht darin, dass er ein lebendigeres Bild seiner Zeit vermittelt als jeder andere englische Chronist.
Matthäus schrieb und illustrierte seine Manuskripte selbst. Die darin enthaltenen mehr als 100 Wappenschilde sind die früheste englische Quelle der Heraldik.

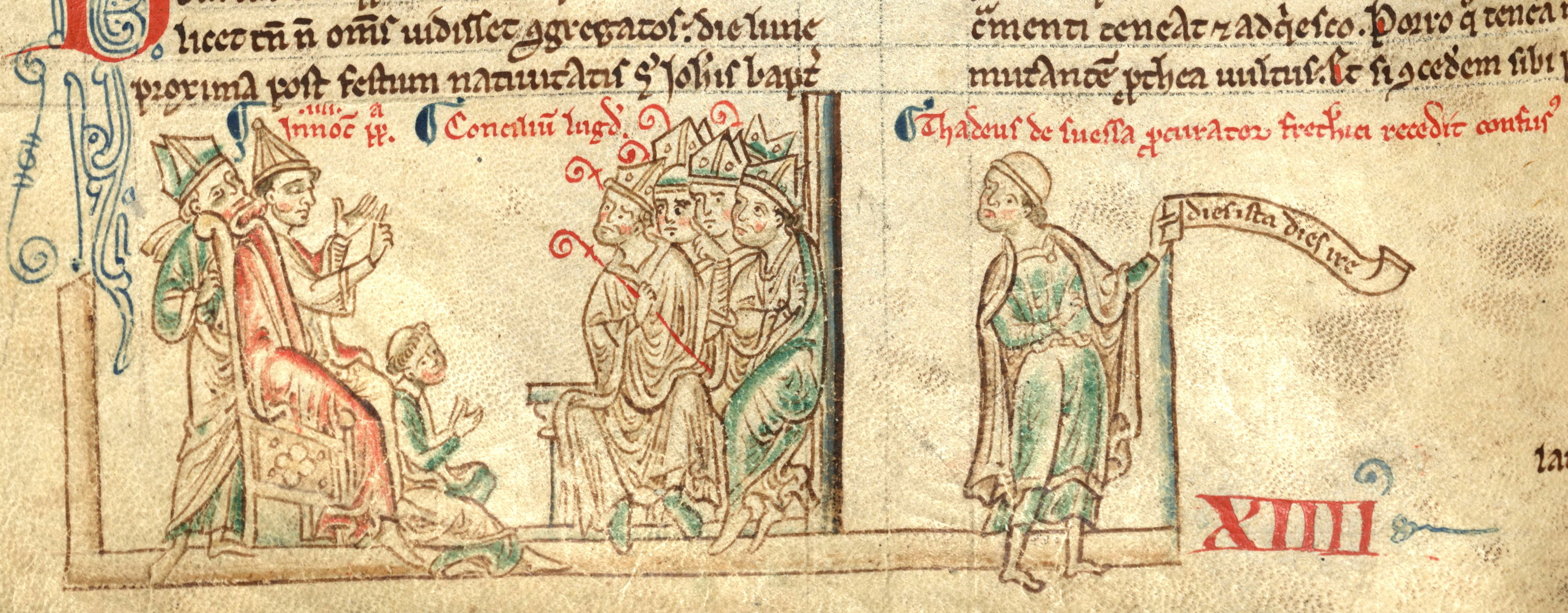
Chronica maiora: Taddeo da Sessa verlässt das Erste Konzil von Lyon (1245) nach der Absetzung des Kaisers Friedrich II. durch Papst Innozenz IV. Oberhalb der Figur des Taddeo schrieb Matthäus als Bildlegende: Thadeus de Suessa procurator Fretherici recedit confusus – „Thadeus von Suessa, Friedrichs Anwalt, geht bestürzt weg.“ Er lässt Taddeo den Anfang der Sequenz Dies irae zitieren (leicht abgewandelt): Dies ista dies irae – „Dieser Tag ist ein Tag des Zorns.“

## Antisemitische Thesen
Matthäus propagierte in seinen Schriften Ritualmordlegenden und andere antisemitische Thesen. So stellte er einen polemischen Bezug zwischen der Knabenbeschneidung und der angeblich von Juden verübten  Münzverfälschung mittels Beschneidung der Münzränder her oder setzte eine Vorläuferthese der „Jüdischen Weltverschwörung“ in Umlauf, dass die Juden hinter dem Mongolensturm stünden, um das Christentum zu vernichten. Die Legende von Cartaphilus – eine frühe Form der Legende vom Ewigen Juden – übernahm er mit geringfügigen Änderungen von seinem Vorgänger Roger von Wendover. Im Text wird Cartaphilus nicht als Jude bezeichnet, sondern als Türhüter im Dienste des Pontius Pilatus; Matthäus stellte ihn aber in einer Illustration als Juden dar.

## Werke

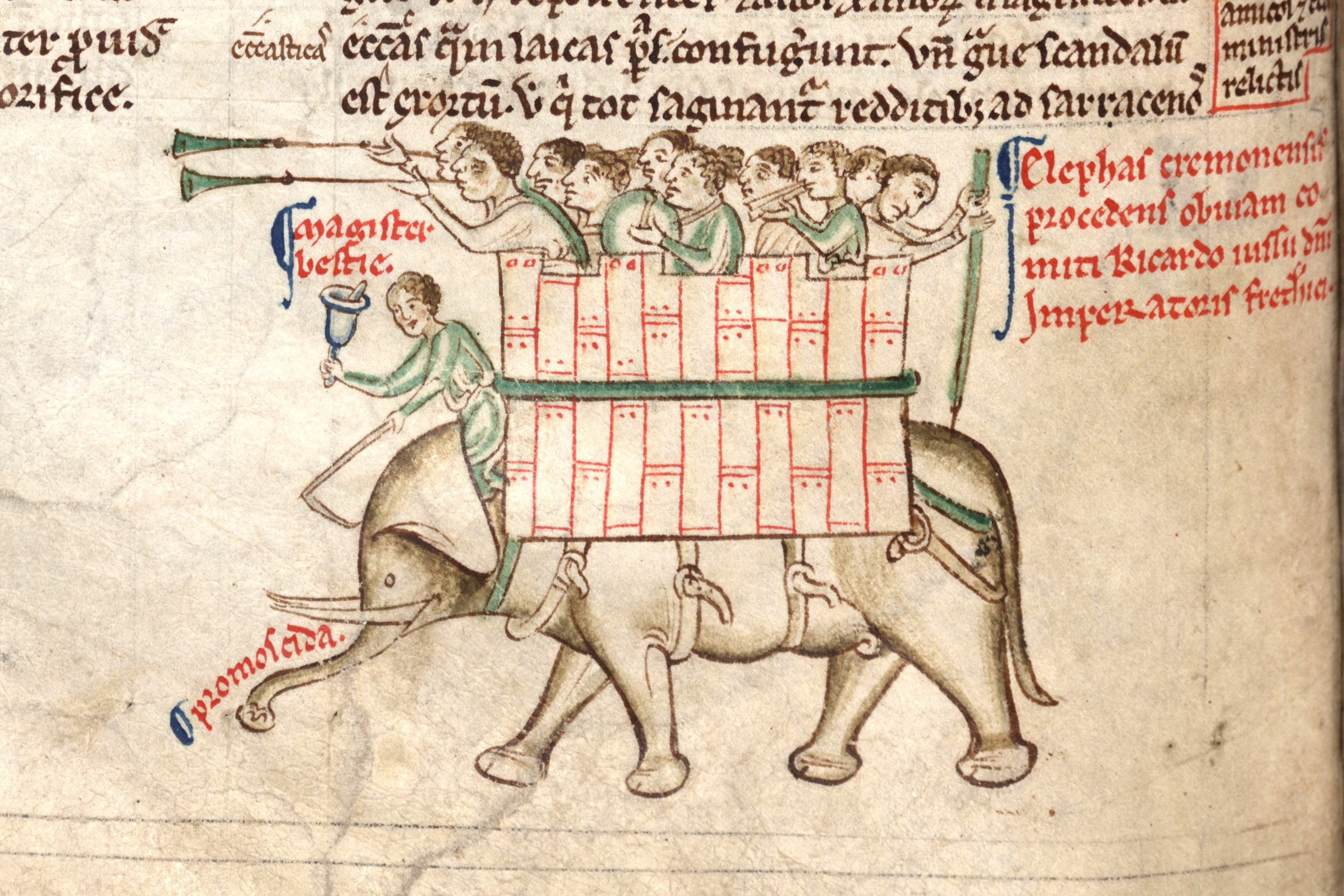
Chronica maiora: Der Elefant von Cremona (1241)

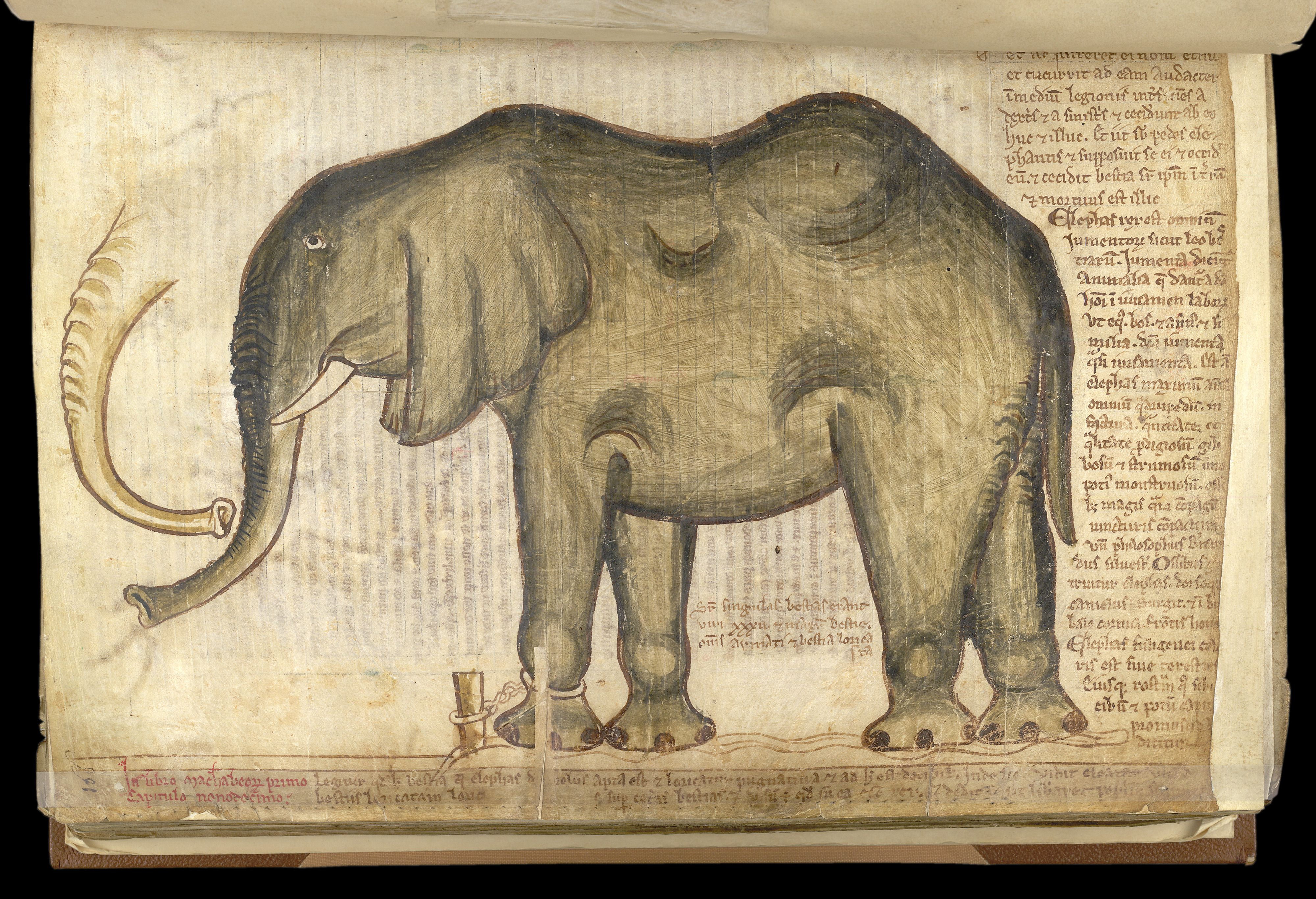
Liber additamentorum: Der Elefant Ludwigs IX., den dieser 1255 Heinrich III. schenkte

Die meisten seiner Werke verfasste Matthäus in lateinischer Sprache:
- Chronica maiora („Größere Chronik“): das große historische Hauptwerk
- Zusammenfassungen von Inhalten der Chronica maiora, teilweise ergänzt durch zusätzliches Material:
  - Historia Anglorum („Geschichte der Engländer“)
  - Flores historiarum („Blumen der Geschichte“)
  - Abbreviatio chronicorum („Kurzausgabe der Chronik“)
- Gesta abbatum monasterii Sancti Albani („Die Taten der Äbte des Klosters von Sankt Alban“): eine Geschichte des Klosters
- Biographien von Stephen Langton und Edmund of Abingdon.

In anglonormannischen Versen schrieb er Biographien von Alban von England, Eduard dem Bekenner, Thomas Becket und Edmund of Abingdon.
Liber additamentorum („Buch der Beilagen“) nannte Matthäus eine Sammlung von Dokumenten, die er als Anhang zu seinen historischen Werken kopieren ließ.